# 布魯斯·魏斯特曼
布魯斯·魏斯特曼（英語：Bruce Westerman；1967年11月18日—）是美国的一位政治人物。自2015年開始，他是阿肯色州第四國會選區選出的聯邦眾議員。他的黨籍是共和黨。在當選國會議員之前，魏斯特曼曾是阿肯色州众议院的多數黨領袖。魏斯特曼擁有耶鲁大学的博士學位。